# Lei para inglês ver
Lei para inglês ver, zu Deutsch wortwörtlich „Gesetz, damit der Engländer [etwas] sieht“, ist eine Redewendung des brasilianischen und europäischen Portugiesisch, die den Umstand der Scheinheiligkeit beschreibt, wenn Gesetze oder Vorgaben nur zum Schein beschlossen, aber nicht tatsächlich durchgesetzt werden. Es wird vermutet, dass sich die Redewendung auf die vermeintliche, aber nicht tatsächliche Abschaffung der Sklaverei durch die brasilianischen Interimsregenten bezieht, die diese auf wirtschaftlichen und politischen Druck der britischen Regierung beschlossen hatten.

## Herkunft
Die britische Regierung wandte sich nach langer, teilweise monopolartiger Dominanz im Sklavenhandel aus moralischen Gründen gegen die Sklaverei. 1808 wurde der Sklavenhandel, 1833 allgemein die Sklaverei im Britischen Empire verboten. Auch auf weltpolitischer Ebene versuchte die britische Regierung ihrem abolitionistischen Anspruch gerecht zu werden und übte Druck auf andere Staaten aus, ebenfalls die Sklaverei abzuschaffen.
1826 setzte die britische Regierung gegenüber dem Kaiserreich Brasilien die Abschaffung des Sklavenhandels binnen drei Jahren durch, der unterschriebene Unterlassungsvertrag kam jedoch nicht zur Umsetzung. Daraufhin übte die britische Regierung massiven Druck aus: einerseits über britische Banken, auf deren Kredite insbesondere die brasilianischen Kaffeeproduzenten angewiesen waren, sowie über die Kaffeeexporte, für die Großbritannien der damals größte Absatzmarkt war. Dieser Druck führte dazu, dass der dreiköpfige provisorische Regentschaftsrat – der aufgrund der Minderjährigkeit Pedros II. zwischen 1831 und 1840 das Land regierte – das Gesetz vom 7. November 1831 beschloss, in dem ankommende afrikanische Sklaven in brasilianischen Häfen als frei deklariert wurden.
Innerhalb der brasilianischen Bevölkerung bis zum Kaiserhof und der Abgeordnetenkammer wurde die Durchsetzung dieses Gesetzes jedoch nicht ernst genommen, sodass der Interimsregent Diogo Antônio Feijó gesagt haben soll, dies sei lediglich „ein Gesetz, damit der Engländer etwas sehe“.
Ein tatsächliches Ende der Sklaverei gab es in Brasilien ab 1850, nachdem der brasilianische Justizminister Eusébio de Queiroz sich des Themas angenommen hatte und am 4. September 1850 das Lei Eusébio de Queirós (Lei n° 581) zur Verabschiedung brachte. Das 1831 beschlossene Gesetz fand im Zuge der Bekämpfung der Sklaverei tatsächlich in den 1880er Jahren Anwendung.